# Morra
Morra (fransk: Mourre) er et håndspil , hvor to spillere hver samtidigt viser et antal fingre på én hånd og samtidig udråber deres gæt på hvor mange fingre, der dermed samlet set bliver vist frem. Ofte, men ikke altid, vil der være en spilleder, der holder øje med hvem der vinder. Spillet kan minde om terningspillet tænkeboks
Spillet stammer fra Italien, men bliver også spillet på Korsika og i det sydlige Frankrig. Når det bliver spillet i sydfrankrig, udråbes antallet af fingre som regel på den lokale dialekt af occitansk. Spillet har været kendt siden antikken.
I august 2014 afholdes det første verdensmesterskab i den sydfranske by Ilonse.